# Mirafra

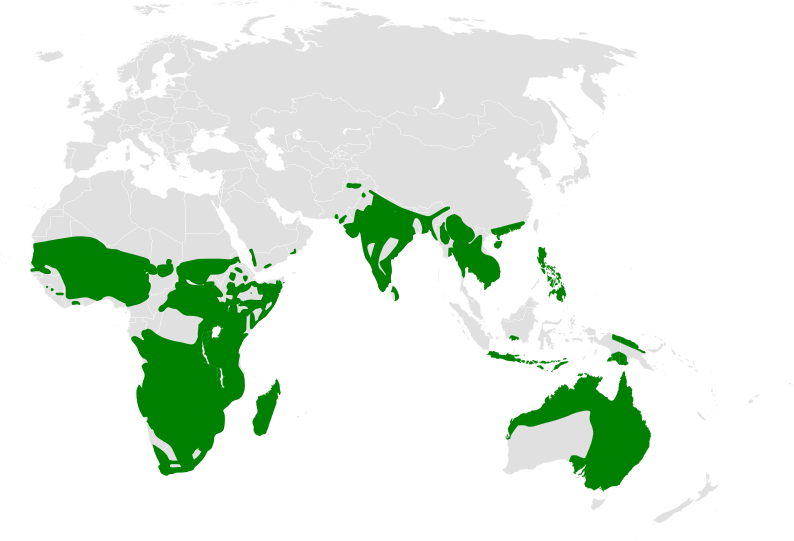
Verbreitungskarte der Gattung Mirafra

Mirafra ist eine Gattung der Lerchen. Unter den heute lebenden Vogelarten gehören 24 Arten zu der Gattung. Eine deutsche Bezeichnung hat sich für diese Art bislang nicht eingebürgert, sie werden jedoch gelegentlich auf ihren überwiegenden Lebensraum als Buschlerchen bezeichnet.
Das Verbreitungsgebiet der Gattung ist sehr groß. Es reicht von Afrika über Asien bis nach Australien. Der Verbreitungsschwerpunkt der Art ist Afrika.

## Merkmale
Zu der Gattung Mirafra gehören kleine bis große Lerchen. Zu den größten zählt die Riesenlerche, die eine Körperlänge von knapp 22 Zentimeter erreicht und bis zu 68 Gramm schwer werden kann.
Die Arten der Gattung kennzeichnen sich einen kurzen bis mittellangen Schnabel, der leicht kegelförmig ist und gerade und spitz oder schwach gebogen sind. Die Nasenlöcher liegen vollständig frei. Die zehnte Handschwinge ist auch bei gefalteten Flügeln immer sichtbar und entspricht in ihrer Länge der Hälfte bis zu zwei Dritteln der neunten Handschwingen. Die sechste bis achte Handschwinge ist jeweils von nahezu gleicher Länge und bilden die Flügelspitze. Bei den meisten Arten sind die Schwingen rötlich gesäumt. Die Hinterkralle ist fast so lang wie die Hinterzehe und etwas geborgen. Die meisten der Arten haben außerdem einen Weißanteil mindestens an der sechsten (äußersten) Steuerfeder.

## Fortpflanzung
Wie alle Lerchen sind auch die Mirafra-Arten Bodenbrüter. Das Nest ist gewöhnlich napfförmig und in den meisten Fällen mit Gräsern überwölbt.

## Verbreitungsgebiet
Das Verbreitungsgebiet der Mirafra-Arten ist sehr groß. Zahlreiche Arten kommen in Afrika vor und haben dort zum Teil sehr große Verbreitungsgebiete. Ein weiterer Verbreitungsschwerpunkt ist Asien. In Australien ist die Horsfield-Lerche die einzig dort natürlich vorkommende Lerchenart. Die Feldlerche kommt zwar auch auf dem australischen Kontinent vor, ist dort aber eine eingeführte Vogelart.

## Arten

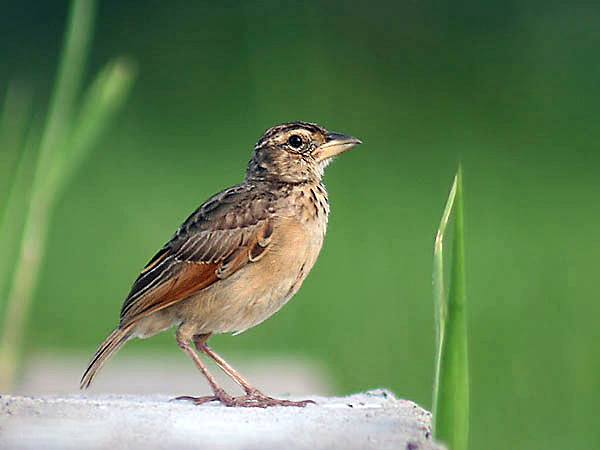
Bengalenlerche
(Mirafra assamica)

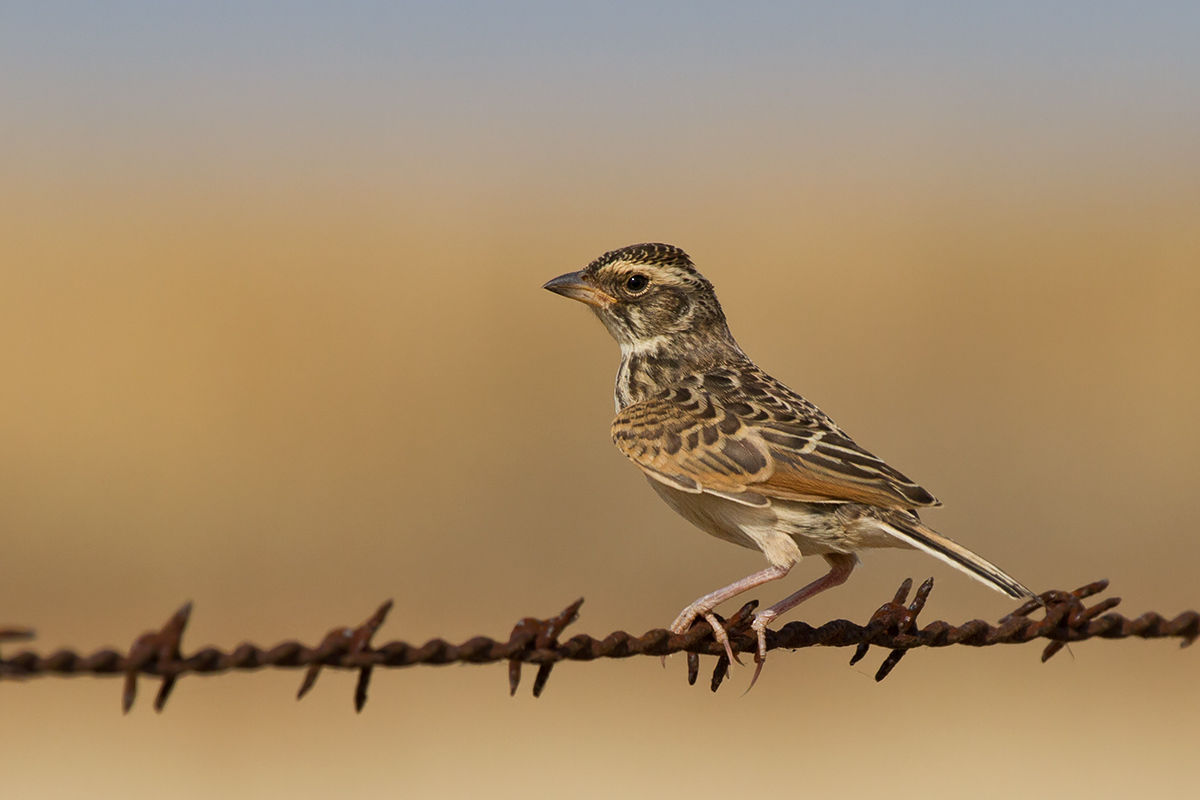
Horsfield-Lerche
(Mirafra javanica)

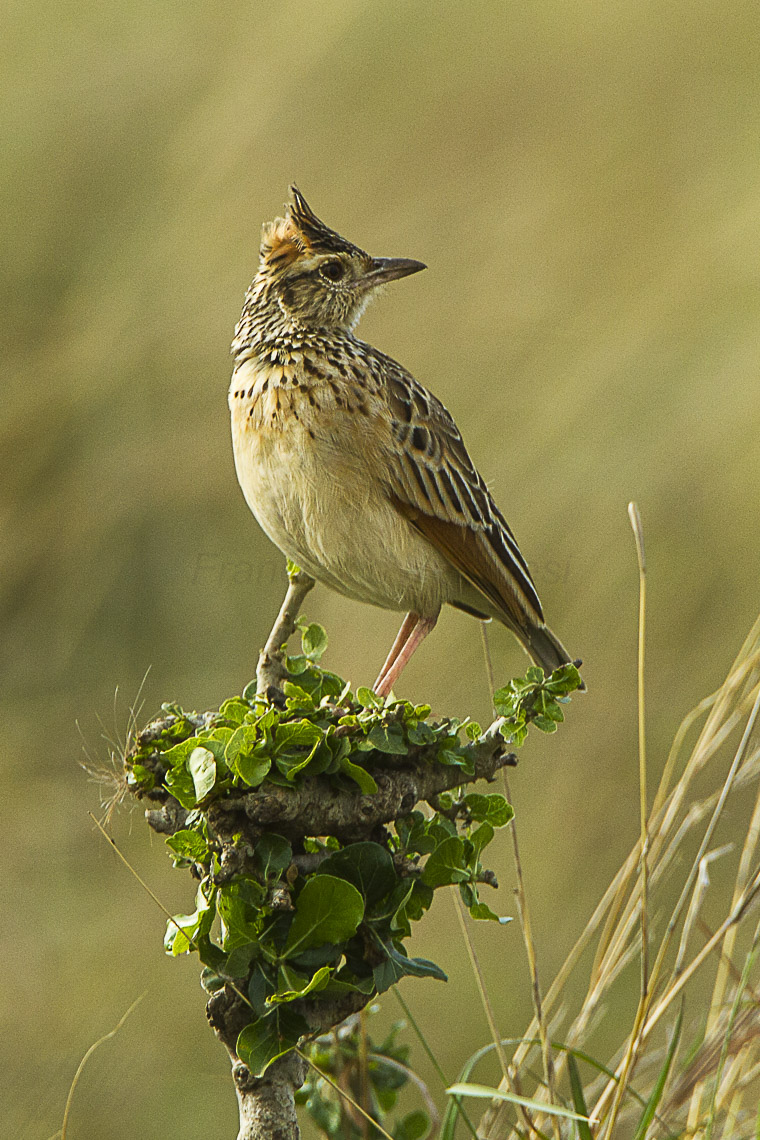
Kurzhaubenlerche
(Mirafra africana)

Die folgenden rezenten Arten werden zu der Gattung gerechnet:
- Kurzhaubenlerche (Mirafra africana Smith, 1836)
- Weißschwanzlerche (Mirafra albicauda Reichenow, 1891)
- Angolalerche (Mirafra angolensis Barboza du Bocage, 1880)
- Grasklapperlerche (Mirafra apiata (Vieillot, 1816))
- Ashlerche (Mirafra ashi Colston, 1982)
- Bengalenlerche (Mirafra assamica Horsfield, 1840)
- Buschlerche (Mirafra cantillans Blyth, 1845)
- Spottlerche (Mirafra cheniana Smith, 1843)
- Halsbandlerche (Mirafra collaris Sharpe, 1896)
- Kordofanlerche (Mirafra cordofanica Strickland, 1852)
- Rotflügellerche (Mirafra erythroptera Blyth, 1845)
- Gillettlerche (Mirafra gilletti Sharpe, 1895)
- Riesenlerche (Mirafra hypermetra (Reichenow, 1879))
- Horsfield-Lerche (Mirafra javanica Horsfield, 1821)
- Sperlingslerche (Mirafra passerina Gyldenstolpe, 1926)
- Friedmann-Lerche (Mirafra pulpa Friedmann, 1930)
- Rostlerche (Mirafra rufa Lynes, 1920)
- Baumklapperlerche (Mirafra rufocinnamomea (Salvadori, 1865))
- Somali-Riesenlerche (Mirafra somalica (Witherby, 1903))
- Williamslerche (Mirafra williamsi MacDonald, 1956)
- Ostklapperlerche (Mirafra fasciolata (Sundevall, 1850))[3]
- Burmalerche (Mirafra microptera Hume, 1873)[4]
- Indochinalerche (Mirafra erythrocephala Salvadori & Giglioli, 1885)[5][6]
- Jerdonlerche (Mirafra affinis Blyth, 1845)[7]

## Einzelbelege
1. ↑  Pätzold: Die Lerchen der Welt. S. 51.
2. ↑  Nicators, reedling & larks « IOC World Bird List. In: www.worldbirdnames.org. Abgerufen am 29. Dezember 2016 (englisch).
3. ↑  Avibase zur Ostklapperlerche, aufgerufen am 14. Januar 2017
4. ↑  Avibase zur Burmalerche, aufgerufen am 14. Januar 2017
5. ↑  Avibase zur Indochinalerche, aufgerufen am 14. Januar 2017
6. ↑  Per Alström: Taxonomy of the Mirafra assamica complex. In: Forktail. 13. Jahrgang, 1998, S. 97–107  (englisch, orientalbirdclub.org [PDF; abgerufen am 24. Februar 2019]).
7. ↑  Avibase zur Jerdonlerche, aufgerufen am 14. Januar 2017.